# Komputronik
Komputronik (oficjalnie Komputronik S.A.) – polska sieć sklepów, oferujących m.in. sprzęt komputerowy i urządzenia AGD oraz RTV. Przedsiębiorstwo powstało w październiku 1996 roku, kiedy otworzyło pierwszy sklep w Poznaniu.

## Działalność

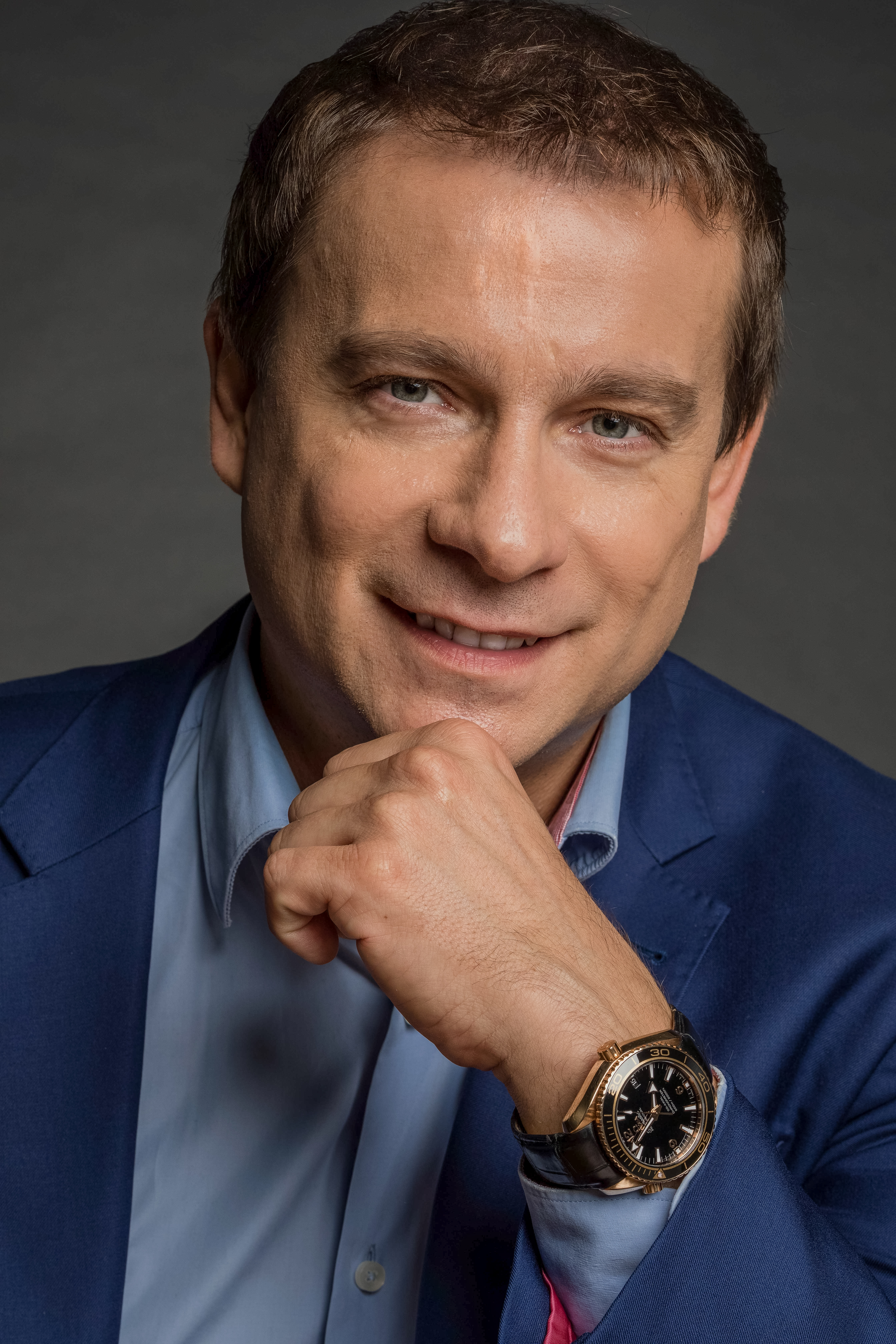
Wojciech Buczkowski, Prezes Zarządu Komputronik S.A.

W 1998 firma otworzyła sklep internetowy, natomiast w 2009 zajęła pierwsze miejsce w rankingu sklepów internetowych, przygotowanym przez portal Money.pl i tygodnik Wprost za 2010 (100% bezpieczeństwo transakcji). Obecnie Komputronik ma sieć sklepów stacjonarnych w całej Polsce.
Komputronik S.A. to notowana od 2007 r. na GPW grupa kapitałowa, obejmująca oprócz sieci Komputronik jeszcze 6 podmiotów działających na rynku IT:
- Komputronik Biznes – doradca tworzący rozwiązania dla biznesu.
- Cogitary – usługi integracyjne pośrednictwa finansowego.
- Idea Nord – serwis sprzętu elektronicznego.
- K24 International s.r.o. – Sprzedaż produktów z kategorii IT, RTV i AGD na rynku czeskim i słowackim.

Firma należy do 100 największych polskich przedsiębiorstw, ma ponad 200 salonów stacjonarnych oraz trzy marki własne: California Access – obejmujące asortyment akcesoriów do komputerów stacjonarnych i gamingowych, Accura – akcesoria, urządzenia peryferyjne oraz drobny sklep elektroniczny oraz Komputronik Infinity – komputery stacjonarne dla graczy. Oferta salonów oraz sklepu internetowego Komputronik to ponad 100 000 produktów popularnych marek dla dom, biura i rodziny. 26 kwietnia 2013 ruszył pierwszy sklep bez kasy, który mieści się w CH Jupiter w Warszawie. Klient zamiast koszyka otrzymuje tablet, a kasjera zastępuje wpłatomat.
Komputronik ma własny program lojalnościowy: Klub Komputronik, który zrzesza ponad 130 000 klientów sieci.
W 2018 roku powołana została Fundacja Komputronik, której celem jest danie szansy na rozwój ludziom ambitnym, posiadającym duży potencjał, którzy m.in. z powodów ekonomicznych lub społecznych nie są w stanie samodzielnie pokonać barier oddzielających ich od świata wielkich możliwości.
W 2020 roku spółka utraciła płynność i zaczął się proces jej restrukturyzacji w celu osiągnięcia układu z wierzycielami. Restrukturyzacja zakończyła się w styczniu 2023 r.

## Historia
1996 – rozpoczęcie działalności
1998 – otwarcie sklepu internetowego
2003 – powstanie Komputronik Biznes
2007 – debiut Komputronik na GPW
2008 – przejęcie sieci Karen Notebook
2009 – zajęcie 1. Miejsca w rankingu sklepów internetowych (wg money.pl)
2011 – 1 mld złotych przychodu
2013 – otwarcie w Warszawie pierwszego megastore
2014 – przekroczenie progu 1000 zatrudnionych
2015 – otwarcie 100 salonu stacjonarnego
2018 – przekroczenie progu 100 000 produktów w ofercie
2018 – powołanie Fundacji Komputronik
2020 – problemy finansowe i rozpoczęcie restrukturyzacji
2022 – sprzedaż portalu Benchmark.pl za prawie 11,3 mln złotych Wirtualnej Polsce
2023 – zakończenie restrukturyzacji

## Nagrody i wyróżnienia
Komputronik zajmuje następujące miejsca w rankingach największych polskich firm:
- W pierwszej 10 największych firm informatycznych w Polsce wg rankingu Computerworld 2018[18]
- 71. miejsce w zestawieniu 200 największych polskich firm rankingu Wprost[19]
- 4. miejsce w zestawieniu przygotowanym przez Polski Instytut Badań Jakości (PIBJA), analizujący polski rynek e-commerce[20]
- 5. miejsce w rankingu największych firm rodzinnych w Polsce, zorganizowanym przez portal money.pl[21]
- 1. miejsce w organizowanym przez Ceneo rankingu najbardziej zaufanych sklepów internetowych w kategorii „Technologia”[22]